# Psicose tóxica aguda
Acúmulo de vários efeitos psicológicos desagradáveis, que pode causar danos permanentes. Alguns desses efeitos são a influência da mente sobre o corpo de forma sempre negativa (existem relatos de pessoas que enquanto intoxicadas não conseguiam formular raciocínios complexos sem sofrer fortes náuseas e dores de cabeça), também há casos de indivíduos que não conseguiam mudar os assuntos sobre os quais estavam pensando.
Também nesse quadro há casos em que por insuficiência hepática, aquela em que o fígado não está em perfeita harmonia com outros órgãos e por estrangulamento de veia portal  deixa de operar funções vitais, porquanto sua capacidade de filtrar as toxinas do sangue dando inicio ao irrigação de sangue tóxico com amônia e outras substancias e/ou transforma-las em proteínas e outras funções como a produção de fluidos corporais vitais ao bom funcionamento do cérebro chega a encefalopatia e por consequência a alucinações imperceptíveis, é quando vem a falsa percepção por exagero de alcoólicos ou medicações e até mesmo a mistura desses componentes, grosso modo, chega ao limite e vindo a ter alucinações pode chegar ao ataque epilético e quando acorda no furor tende a cometer delitos entrando num imaginário não condizente com a realidade.
Esse seria o estado de total descontrole e consciência de seus atos, podendo entra em curto circuito cerebral levando ao colapso temporal de insanidade mental.
Na esfera da imputabilidade penal e para efeitos de dosimetria de pena ou até como causa excludente de ilicitude art 23 CPB.